# Hydrophasianus
Hydrophasianus is een geslacht van vogels uit de familie van de jacana's (Jacanidae). Het geslacht telt één soort.

## Soorten
- Hydrophasianus chirurgus – Waterfazant